# Xiao Jun (tir sportif)
Cet article concerne un tireur sportif chinois. Pour l'écrivain chinois, voir Xiao Jun.
Xiao Jun, né le 31 août 1972, est un tireur sportif chinois. 

## Carrière
Xiao Jun participe aux Jeux olympiques de 1996 à Atlanta où il remporte la médaille d'argent en cible mobile 10 mètres.